# Unternehmen Advent
Das Unternehmen Advent war im Zweiten Weltkrieg der Deckname einer deutschen Angriffsoperation am südlichen Abschnitt der Ostfront. Der Angriff fand Anfang Dezember 1943 während der zweiten Phase der Schlacht um Kiew statt.

## Vorgeschichte
Mit rund 730.000 Soldaten griff die 1. Ukrainische Front der Roten Armee die Heeresgruppe Süd der deutschen Wehrmacht im Abschnitt östlich von Kiew an. Kiew wurde am 6. November 1943 von der Roten Armee zurückerobert. Im Rahmen dieser zehntägigen Angriffsoperation drangen sowjetische Truppen rund 150 Kilometer in Richtung Westen vor. Ein deutscher Gegenangriff schlug zunächst fehl. Bis zum 30. November 1943 gelang es jedoch Generalfeldmarschall Erich von Manstein unter Aufbietung aller verfügbaren Reservekräfte, die Front vor Kiew zu stabilisieren.

## Das Unternehmen
Am 6. Dezember 1943 befahl Manstein dem XXXXVIII. Panzerkorps, das zu diesem Zeitpunkt nur noch über rund 200 Panzerfahrzeuge verfügte, den Angriff zur Rückeroberung von Kiew. Die 1. und 7. Panzer-Division wurde im Raum Schitomir und am Trostjawiza-Abschnitt zwischen Tschernjachow und Drobyn nach Osten angesetzt, um den verlorenen Teterew-Abschnitts zwischen Radomyschl und Weprin wiederzugewinnen. In einer komplexen zick-zackförmigen Angriffsoperation gelang es den deutschen Panzerdivisionen die sowjetische Front zu durchbrechen und nach Verstärkung durch Teile der 1. SS-Panzerdivision mit einer Zangenbewegung den Teterew-Fluss bei Weprin zu erreichen. Eine Operation die schließlich zur Einschließung von drei sowjetische Panzer- und vier Schützenkorps der sowjetischen 60. Armee im Gebiet um den Ort Meleni („Sack von Meleni“) führte. Während dieser Operation wurden bei einem gefallenen sowjetischen Offizier Lagekarten entdeckt, die die Vorbereitung eines sowjetischen Großangriffs in diesem Abschnitt zeigten. Um die Vernichtung der deutschen Einschließungstruppen zu verhindern, wurde auf eine Ausräumung des Sackes von Meleni verzichtet und eine Rückzugbewegung eingeleitet. Der Militärhistoriker Friedrich Wilhelm von Mellenthin prägte für diese kühne taktische Angriffsoperation den Begriff Miniatur-Tannenberg in Anlehnung an den operativen Verlauf der Schlacht von Tannenberg in Ostpreußen im Jahre 1914. Es war die letzte taktisch zunächst erfolgreiche Militäroperation von Mansteins im Deutsch-Sowjetischen Krieg.